# Denkmal für das Magdeburger Recht

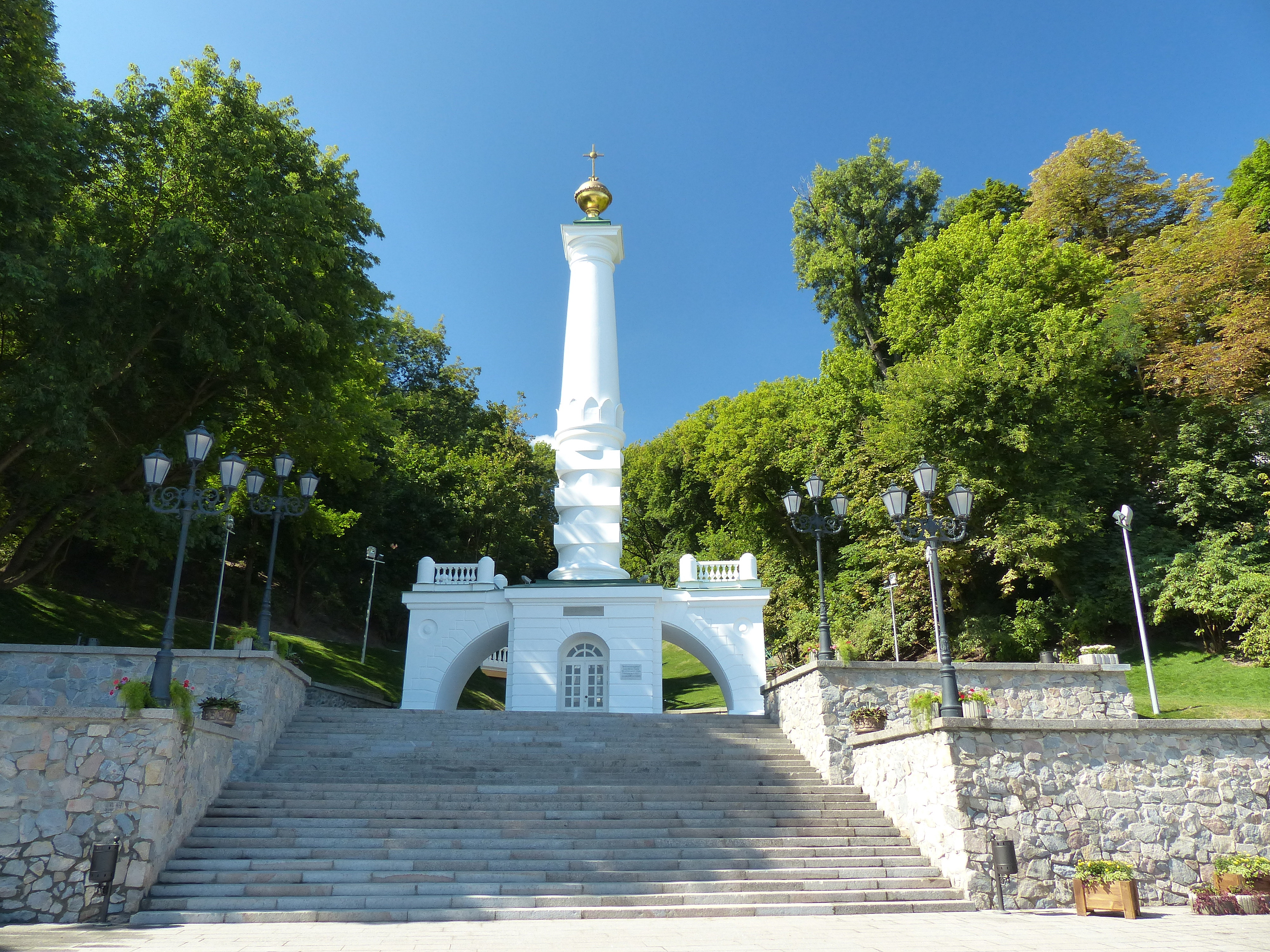
Denkmal für das Magdeburger Recht in Kiew

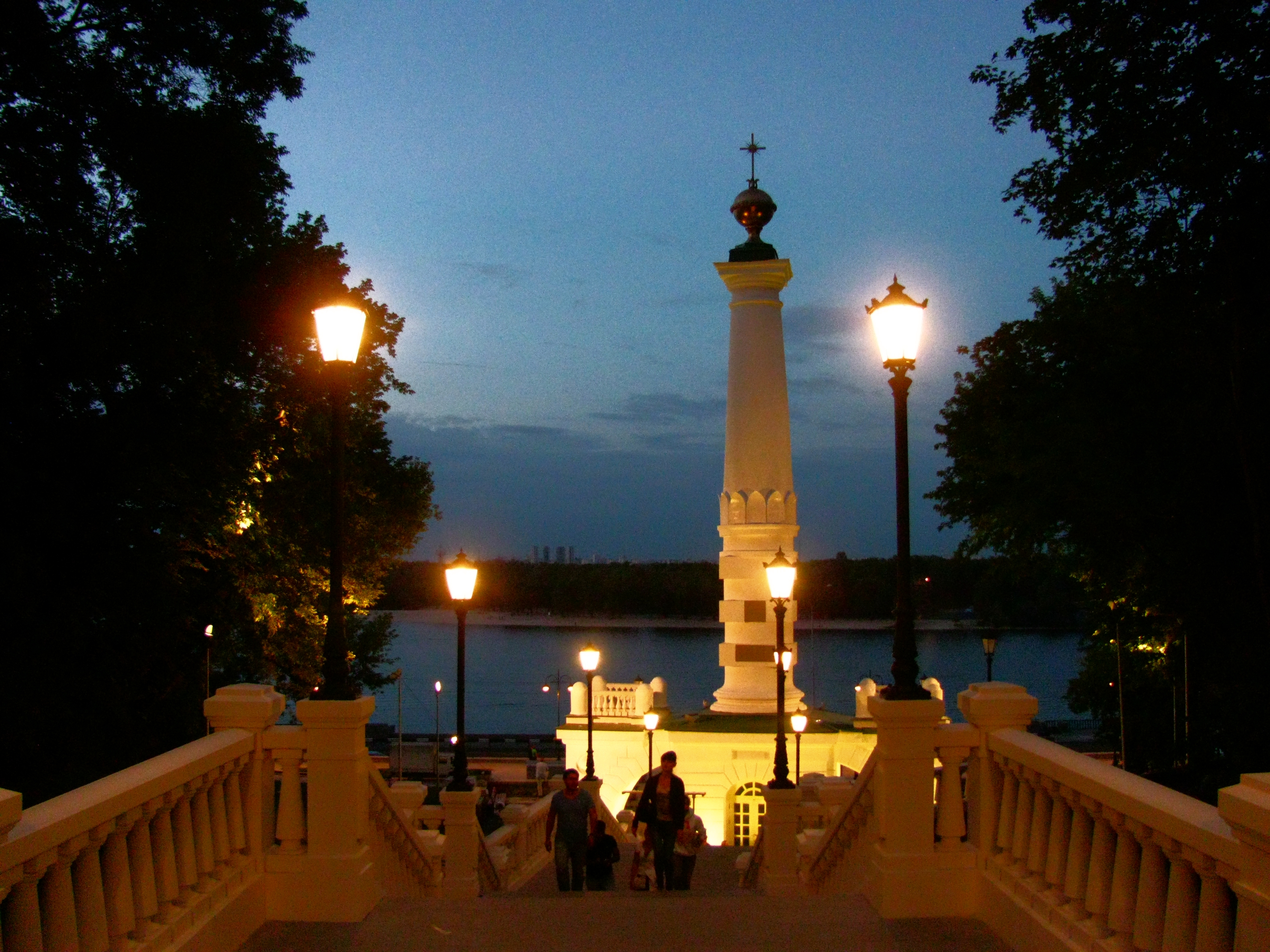
Denkmal am Abend mit Blick Richtung Dnepr

Das Denkmal für das Magdeburger Recht (ukrainisch Пам'ятник Магдебурзькому праву Pamjatnyk Mahdeburskomu prawu) wird auch Denkmal für die Taufe der Kiewer Rus genannt und gilt als das älteste Denkmal in der ukrainischen Hauptstadt Kiew.
Das vom Architekten Andrei Iwanowitsch Melenski in den Jahren von 1802 bis 1808 erbaute Denkmal liegt in Podil in der Nähe des Dniproufers und soll an die Verleihung des Magdeburger Stadtrechts unter dem König von Polen Johann I. Albrecht an die Stadt Kiew in der Zeit zwischen 1492 und 1497 erinnern.

## Beschreibung
Das klassizistische Denkmal besteht aus einem Sockel mit 4 Pylonen von 5 Metern Höhe und einer 18 Meter hohen toskanischen Säule; gekrönt wird sie von einer goldenen Kugel, die ein Kreuz trägt.